# Orešany
Orešany (in ungherese Tótdiós) è un comune della Slovacchia facente parte del distretto di Topoľčany, nella regione di Nitra.